# Denkgesetze
Als Denkgesetze wurden in der Geschichte der Philosophie und der philosophischen Logik, vor allem im Psychologismus des 19. Jahrhunderts, logische Regeln, Gesetzmäßigkeiten oder Grundsätze bezeichnet, insofern sie – dies war die psychologistische Sicht – als Naturgesetze des Denkens betrachtet wurden.
Zum Verhältnis von Psychologie und Logik hat Gottlob Frege angemerkt:

„Dass die logischen Gesetze Richtschnuren für das Denken sein sollen zur Erreichung der Wahrheit, wird zwar vorweg allgemein zugegeben; aber es geräth nur zu leicht in Vergessenheit. Der Doppelsinn des Wortes „Gesetz“ ist hier verhängnissvoll. In dem einen Sinne besagt es, was ist, in dem andern schreibt es vor, was sein soll. Nur in diesem Sinne können die logischen Gesetze Denkgesetze genannt werden, indem sie festsetzen, wie gedacht werden soll. Jedes Gesetz, das besagt, was ist, kann aufgefasst werden als vorschreibend, es solle im Einklänge damit gedacht werden, und ist also in dem Sinne ein Denkgesetz. Das gilt von den geometrischen und physikalischen nicht minder als von den logischen. Diese verdienen den Namen „Denkgesetze“ nur dann mit mehr Recht, wenn damit gesagt sein soll, dass sie die allgemeinsten sind, die überall da vorschreiben, wie gedacht werden soll, wo überhaupt gedacht wird. Aber das Wort „Denkgesetz“ verleitet zu der Meinung, diese Gesetze regierten in derselben Weise das Denken, wie die Naturgesetze die Vorgänge in der Aussenwelt. Dann können sie nichts anderes als psychologische Gesetze sein; denn das Denken ist ein seelischer Vorgang. Und wenn die Logik mit diesen psychologischen Gesetzen zu thun hätte, so wäre sie ein Theil der Psychologie. Und so wird sie in der That aufgefasst. Als Richtschnuren können diese Denkgesetze dann in der Weise aufgefasst werden, dass sie einen mittlern Durchschnitt angeben, ähnlich wie man sagen kann, wie die gesunde Verdauung beim Menschen vor sich geht, oder wie man grammatisch richtig spricht, oder wie man sich modern kleidet. Man kann dann nur sagen: nach diesen Gesetzen richtet sich im Durchschnitt das Fürwahrhalten der Menschen, jetzt und soweit die Menschen bekannt sind; wenn man also mit dem Durchschnitte im Einklang bleiben will, richte man sich nach ihnen. Aber, wie das, was heute modern ist, nach einiger Zeit nicht mehr modern sein wird und bei den Chinesen jetzt nicht modern ist, so kann man die psychologischen Denkgesetze auch nur mit Einschränkungen als maassgebend hinstellen. Ja, wenn es sich in der Logik um das Fürwahrgehaltenwerden handelte, und nicht vielmehr um das Wahrsein! Und das verwechseln die psychologischen Logiker.“

Insbesondere wurden mit den Bezeichnungen Denkgesetze und logische Grundsätze unterschiedliche Sätze der Identität, der Satz vom Widerspruch, der Satz vom ausgeschlossenen Dritten und der Satz vom zureichenden Grunde zu einer Gruppe zusammengefasst. Diese Sätze, die in unterschiedlichen Formulierungen vorliegen, wurden in der Tradition teils als logische, teils als metaphysische und teils als erkenntnistheoretische Grundsätze betrachtet und sind als solche sowohl vertreten als auch bestritten worden.
Satz der Identität (lat. principium identitatis)Auf Aristoteles wird der Satz der Selbstidentität aller Dinge, d. h. die für jedes A gültige Feststellung A=A zurückgeführt. Auf Leibniz geht das Prinzip der Identität ununterscheidbarer Dinge zurück, bei ihm ein metaphysischer Grundsatz, dem zufolge für Dinge aus einem Diskursuniversum gilt: Wenn A und B qualitativ identisch sind (d. h. wenn ihnen genau dieselben Eigenschaften zukommen) sind sie auch numerisch identisch (A=B).
Satz vom Widerspruch (lat. principium contradictionis)Auf Aristoteles zurückgehend, besagt der Satz vom Widerspruch, dass es unmöglich ist, eine Aussage zugleich zu bejahen und zu verneinen.
Satz vom ausgeschlossenen Dritten (lat. principium exclusi tertii)Ebenfalls auf Aristoteles zurückgeführt, besagt der Satz vom ausgeschlossenen Dritten, dass die Disjunktion einer Aussage und ihrer Negation stets eine gültige Aussage, also eine Tautologie ist. Dieser Satz ist verwandt, aber nicht identisch mit dem Prinzip der Zweiwertigkeit. Eine Logik, die dem Satz vom ausgeschlossenen Dritten folgt und in der Schlüsse erlaubt sind, die dem disjunktiven Syllogismus entsprechen, ist notwendig zweiwertig.
Satz vom zureichenden Grund (lat. principium rationis sufficientis)Ein logisch-metaphysischer Grundsatz von Gottfried Wilhelm Leibniz, der besagt, dass jedes Ereignis eine Ursache haben muss beziehungsweise dass es für jede wahre Aussage einen Grund gibt, aus dem sie wahr ist. Als Handlungsanweisung interpretiert, fordert der Satz vom zureichenden Grund, dass jede wahre Aussage durch eine andere Aussage begründet werde, deren Wahrheit bewiesen ist. Die möglichen Verstöße gegen diese Handlungsanweisung heißen Zirkelschluss und petitio principii.